# ورزشگاه آبی روکاس بلانک
ورزشگاه آبی دو روکاس بلانک که همچنین با نام مارینا المپیک دو روکاس بلانک (فرانسوی: stade nautique du Roucas-Blanc‎) شناخته می‌شود، یک مجموعه آبی واقع در مارسی است. در تابستان ۲۰۲۴، این مجموعه ورزشی میزبان مسابقات بادبانی در چارچوب المپیک تابستانی پاریس بود.
این مجموعه آبی خود ۶۰۰ قایق مسابقه‌ای را در اختیار دارد. این تجهیزات به پارک ساحلی پرادو در جنوب ورزشگاه تعلق دارد. دهکده المپیک در نزدیکی پارک شانوت، در مجاورت ورزشگاه ولودروم ساخته شد.

## تاریخچه

### گزینش مجموعه
انتخاب این محل از سال ۲۰۱۷ مشخص شده بود، و از سال ۲۰۱۹ به‌طور دقیق‌تری برنامه آماده‌سازی آن مشخص شد. این مکان به دلیل زیرساخت‌های از پیش موجود، هرچند اندک، به دیگر گزینه‌ها ترجیح داده شد.
با این حال، برخی اعتراض‌ها از سوی اکثریت شهرداری مارسی که در سال ۲۰۲۰ تغییر کرده و به جناح چپ منتقل شده بود، به‌دلیل مسائل اقتصادی مربوط به ساخت این محل به وجود آمد. هزینه ساخت ۲۵ میلیون یورو برآورد شد که تنها ۳ میلیون یورو آن توسط دولت تأمین می‌شد.
به همین دلیل اقتصادی، سکوی موقت ۵ هزار نفری که قرار بود در منطقه کورنیش، در غرب ورزشگاه، بین هتل پالم بیچ و یادمان مهاجران ساخته شود، سرانجام از پروژه حذف شد.

### بازسازی مجموعه
از سال ۲۰۱۹، شهرداری مارسی مشاوره‌ای را راه‌اندازی کرد تا شرکت‌ها بتوانند در طول پروژه مداخله کنند. پیش‌برد کارها از اواسط سال ۲۰۲۱ آغاز شده و تا مه ۲۰۲۴ ادامه می‌یابد. مساحت ساخت‌وساز ۸۰۰۰ متر مربع و مساحت محوطه‌سازی خارجی ۲۲۰۰۰ متر مربع در نظر گرفته شده است. شش ساختمان جدید ساخته خواهد شد که یکی به‌طور خاص به مرکز ملی بادبانی فرانسه اختصاص داده شده است. همچنین یک موج‌شکن جدید و سازه‌های هیدرولیکی برای حفاظت از مجموعه و تقویت تنوع زیستی جدید ایجاد شدند..
این مجموعه در ۲ آوریل ۲۰۲۴ با حضور رئیس کمیته سازماندهی، تونی استانگه، بازگشایی شد..